# Stichting tot Uitgaaf der Bronnen van het Oud-Vaderlandse Recht
De Stichting tot Uitgaaf der Bronnen van het Oud-Vaderlandse Recht (OVR) is een stichting die de belangstelling voor en studie van de Nederlandse rechtsgeschiedenis bevordert. De naam van de stichting wordt tegenwoordig ook in verkorte vorm gebruikt als Stichting Oud-Vaderlandse Rechtsbronnen. Van oudsher staat de in 1879 als vereniging opgerichte stichting bekend onder de afkorting OVR.

## Doel
Het onderzoek naar de geschiedenis van het recht, de rechtspraak en rechtsgebruiken, maar ook de institutionele geschiedenis, de geschiedenis van staats- en bestuursinstellingen, zijn belangrijke aandachtsgebieden van de stichting. De doelstelling wordt bereikt door het in druk uitgeven van rechtsbronnen in de serie Werken, het uitgeven van de serie Procesgidsen, het uitgeven van het tijdschrift Pro Memorie, het in stand houden van één of meer leerstoelen oudvaderlands recht en het bieden van informatie over actuele ontwikkelingen.

## Geschiedenis
De stichting werd in 1879 opgericht als Vereeniging tot Uitgaaf der Bronnen van het Oude Vaderlandsche Recht. Aanvankelijk richtte de OVR zich vooral op de Middeleeuwen, de laatste tientallen jaren ook op de recentere perioden, tot het heden. Ook het eigentijds toegankelijk maken van bronnen en moderne onderzoeksmethodieken hebben de aandacht.

## Leerstoel
De OVR heeft in 1998 een bijzondere leerstoel "Oud-vaderlands recht, in het bijzonder het onderzoek der bronnen" ingesteld. Deze bijzondere leerstoel is ondergebracht bij de Universiteit van Amsterdam, wel bij de Faculteit der Rechtsgeleerdheid (afdeling Algemene Rechtsleer) en de Faculteit der Geesteswetenschappen (afdeling Geschiedenis en Regiostudies). Op die leerstoel is in 1999 benoemd dr. F. Keverling Buisman, tot 2006 directeur van het Gelders Archief te Arnhem.

## Publicaties

### Werken
De bronnenpublicaties verschijnen in de reeks Werken. Deze reeks is in 1880 gestart en in grotere bibliotheken beschikbaar. Momenteel is men bezig met een "Nieuwe reeks", waarin inmiddels deel 34 is verschenen.

### Procesgidsen
Sinds 2000 wordt een serie "Procesgidsen" uitgegeven, met een beschrijving van de procesgang in civiele zaken bij de diverse rechtscolleges in de Republiek der Verenigde Nederlanden.
- Deel 1: E.J.M.F.C Broers en B.C.M. Jacobs, Procesgids Staatse Raad van Brabant, Hilversum 2000
- Deel 2: B.S. Hempenius-van Dijk, Hof van Friesland. De hoofdlijnen van het procederen in civiele zaken voor het Hof van Friesland zowel in eerste instantie als in appel, Hilversum 2004
- Deel 3: H.G.G. Becker, De Etstoel van Drente, Hilversum 2004
- Deel 4: P. Brood en E. Schut, Hoofdmannenkamer, sinds 1749 Hoge Justitiekamer van Stad en Lande van Groningen, Hilversum 2004
- Deel 5: M.-Ch. Le Bailly & Chr.M.O. Verhas, Hoge Raad van Holland, Zeeland en West-Friesland (1582-1795), Hilversum 2006
- Deel 6: M.-Ch. Le Bailly, Staatse Raad van Vlaanderen te Middelburg (1599-1795). De hoofdlijnen van het procederen in civiele zaken voor de Staatse Raad van Vlaanderen, zowel in eerste instantie als in hoger beroep, Hilversum 2007
- Deel 7: M.-Ch. Le Bailly, Hof van Holland, Zeeland en West-Friesland, Hilversum 2008
- Deel 8: Paul Brood en F. van der Ven, Het Klaring van Overijssel te Zwolle, Hilversum 2010
- Deel 9: A.M.J.A. Berkvens, De Soevereine Raad te Roermond, het Justiz Collegium te Geldern en het Staatse Hof van Gelre te Venlo, Hilversum 2011

### Tijdschrift
Naast de Werken ontvangen de leden regelmatig een tijdschrift. Vanaf de oprichting verscheen dit onder de titel Verslagen en Mededeelingen van de Vereeniging tot Uitgaaf der Bronnen van het Oud-Vaderlandsche Recht. In 1999 werd de titel gewijzigd in: Pro Memorie. Bijdragen tot de rechtsgeschiedenis der Nederlanden.